# Хараседэяха
Хараседэяха (устар. Хару-Седэ-Яха) — река в России, протекает по территории Пуровского района Ямало-Ненецком автономного округа. Устье реки находится в 52 км по правому берегу реки Нгарка-Табъяха. Длина реки — 60 км.

## Данные водного реестра
По данным государственного водного реестра России относится к Нижнеобскому бассейновому округу, водохозяйственный участок реки — Пур, речной подбассейн реки — Подбассейн отсутствует. Речной бассейн реки — Пур.
По данным геоинформационной системы водохозяйственного районирования территории РФ, подготовленной Федеральным агентством водных ресурсов:
- Код водного объекта в государственном водном реестре — 15040000112115300062231
- Код по гидрологической изученности (ГИ) — 115306223
- Код бассейна — 15.04.00.001
- Номер тома по ГИ — 15
- Выпуск по ГИ — 3